# Iouri Zinko
Iouri Zinko (en russe : Юрий Зинько) est un joueur russe de volley-ball né le 10 octobre 1985. Il mesure 1,96 m et joue attaquant.

## Clubs
| Club                 | De        | À         |
| -------------------- | --------- | --------- |
| Dinamo Krasnodar     | 2002-2003 | 2007-2008 |
| VK Kouzbass Kemerovo | 2008-2009 | 2010-2011 |
| Dinamo Krasnodar     | 2011-2012 | 2011-2012 |
| VK Tioumen           | 2012-2013 | ...       |

## Palmarès
- Coupe de Russie
  - Finaliste : 2011